# Christian Silvain

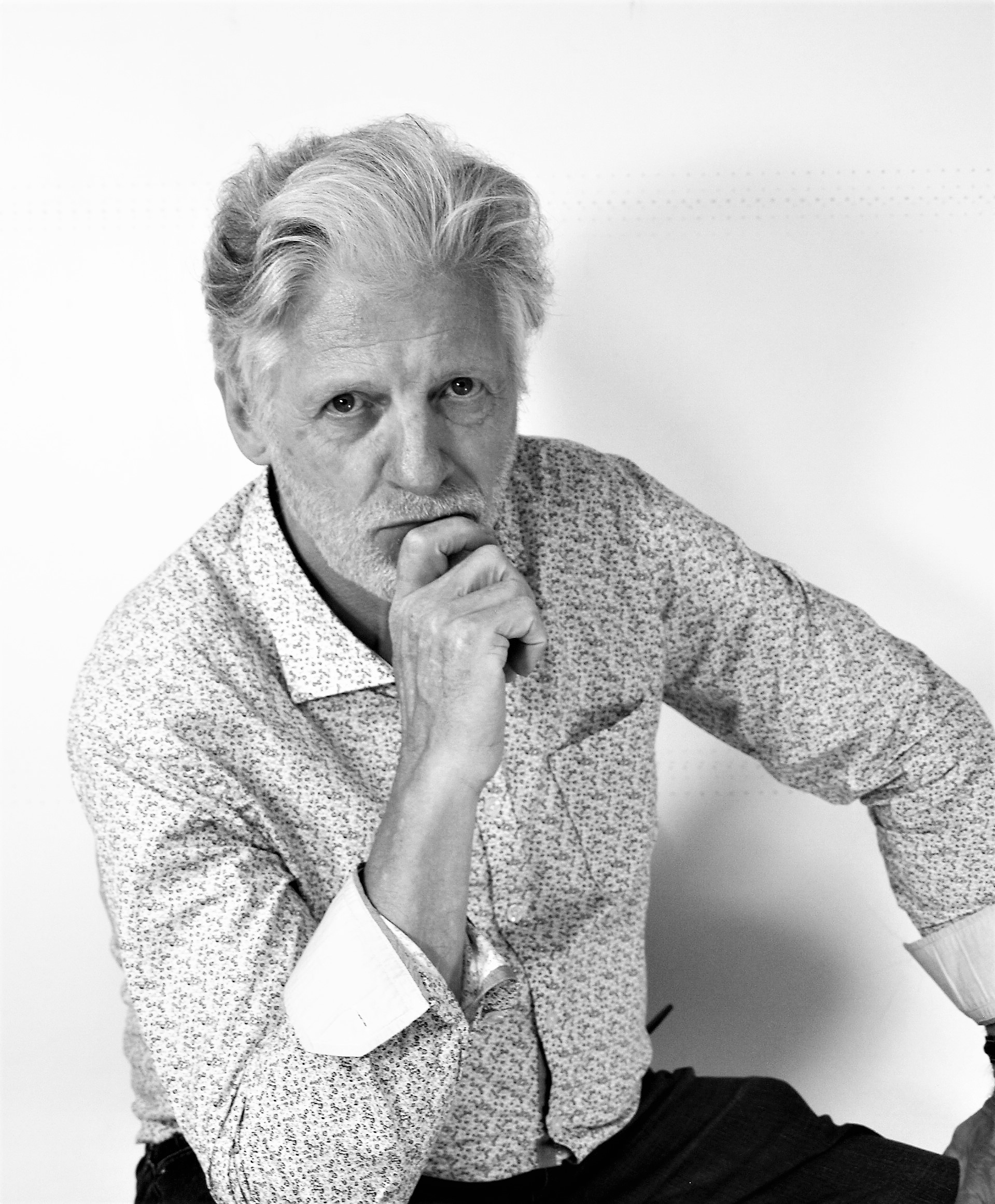
Christian Silvain

Christian Gohimont (Pseudonym: Christian Silvain; * 6. März 1950 in Eupen) ist ein belgischer Maler und Grafiker.

## Leben und Wirken
Silvain wuchs in Eupen unter schwierigen Bedingungen auf, da seine Eltern ständig in Streit lebten und ihren Sohn dabei vernachlässigten. Mit drei Jahren wurde er deshalb von zwei Großtanten in Eupen aufgenommen, die gegenüber der St. Nikolauskirche einen Taschen- und Spielzeugwarenladen betrieben. Zwei Jahre später ließen sich seine Eltern scheiden und Silvain blieb bei seinen Tanten. Das Haus war im Inneren geschmückt mit zahlreichen Bildern und der junge Christian fand Interesse daran, diese Bilder ab- und nachzuzeichnen. Mit dem Besuch der Schule in Spa wurde sein Talent von den Lehrern entdeckt und gefördert.
Zwischen 1964 und 1966 starben seine beiden Großtanten und Silvain brach vollends mit seiner Familie. Er zog mittellos nach Brüssel und fand zunächst einen Aushilfsjob am Theater De Munt, wo er Maurice Béjart und Jacques Brel kennenlernte und sich mit ihnen anfreundete. Sein Hauptinteresse galt jedoch weiterhin der Malerei und nachdem Silvain auf Werke des belgischen Malers Paul Delvaux gestoßen war, begann er sich autodidaktisch in die Techniken der Malerei zu vertiefen. Er bevorzugte ebenso wie sein Vorbild und langjähriger Freund Delvaux den Surrealismus, versuchte aber auch, sich den Stil der Gotik und der Renaissance anzueignen. Ab 1970 stellte er seine Werke in Belgien,  Frankreich, Deutschland und anderen Ländern aus und ab 1975 fand er für die nächsten 30 Jahre in Guy Pieters seinen festen Verkaufsagenten.

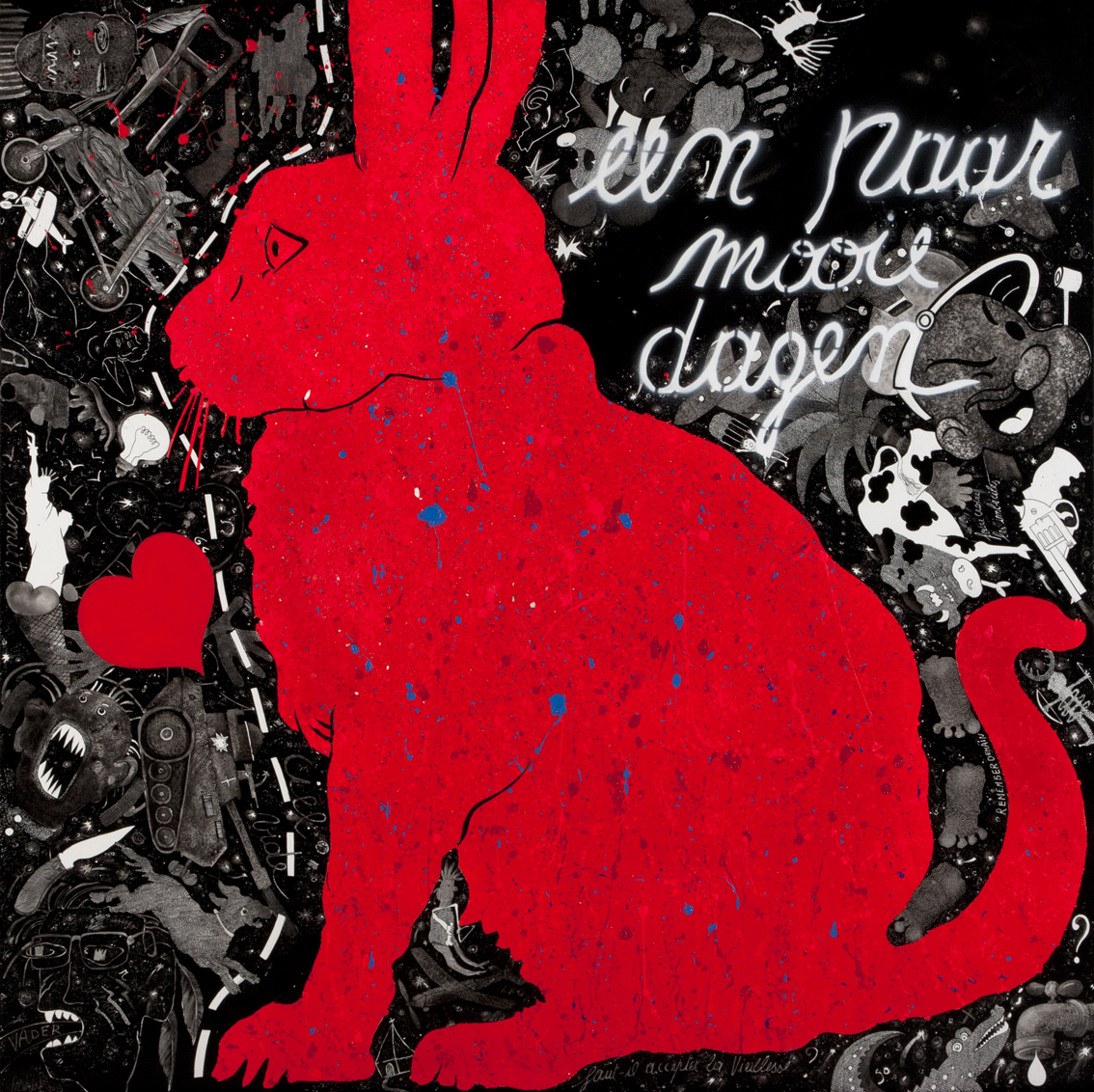
Ein paar schöne Tage

In den frühen 1980er-Jahren wechselte Silvain auf die Technik des Fotorealismus und es entstanden zahlreiche Fassadengemälde im Trompe-l’œil-Stil sowie Graffiti. Etwa zehn Jahre später begann er seine eigene schwierige Kindheit aufzuarbeiten, indem er große Leinwände im Stil der Pop Art bemalte, die er in Quadrate unterteilte und in denen er Szenen über Kindheit und Freiheit dargestellte, teilweise antiphrasisch, teilweise hinter Gitternetzen ähnlich einem symbolischen Vogelkäfig. Seine Werke sind voll mit disparaten Gegenständen, zerbrochenen Spielsachen oder Wortfragmenten wie beispielsweise „Angst“. Dabei verwendete er für seine Figuren anfangs vielfach kräftige Blautöne, die er in seinen späteren Arbeiten in roter oder weißer Farbe vor dunklem Hintergrund auftrug.
Fast dreißig Jahre lang beschäftigte sich Silvain mit diesem Stil, mit dem er versuchte, seine Kindheit zu analysieren, zu verstehen und schließlich auszudrücken. Mittlerweile hat er seinen inneren Frieden gefunden und die neuesten Bilder sind optimistischer gehalten.
Seine Werke fanden großen Zuspruch und er wurde zu zahlreichen Einzel- und Gruppenausstellungen sowie permanenten Ausstellungen in vielen Ländern Europas eingeladen.
Darüber hinaus richtete Silvain 1992 in seiner Geburtsstadt Eupen eine Stiftung ein, die eine Förderung seiner Werke und die Schaffung eines Museums in Eupen unterstützen sollte. In Zusammenhang mit dieser Stiftung wurde zwischen 2009 und 2013 eine permanente Dauerausstellung auf der Burg Stockem installiert.

## Einzelausstellungen (Auswahl)

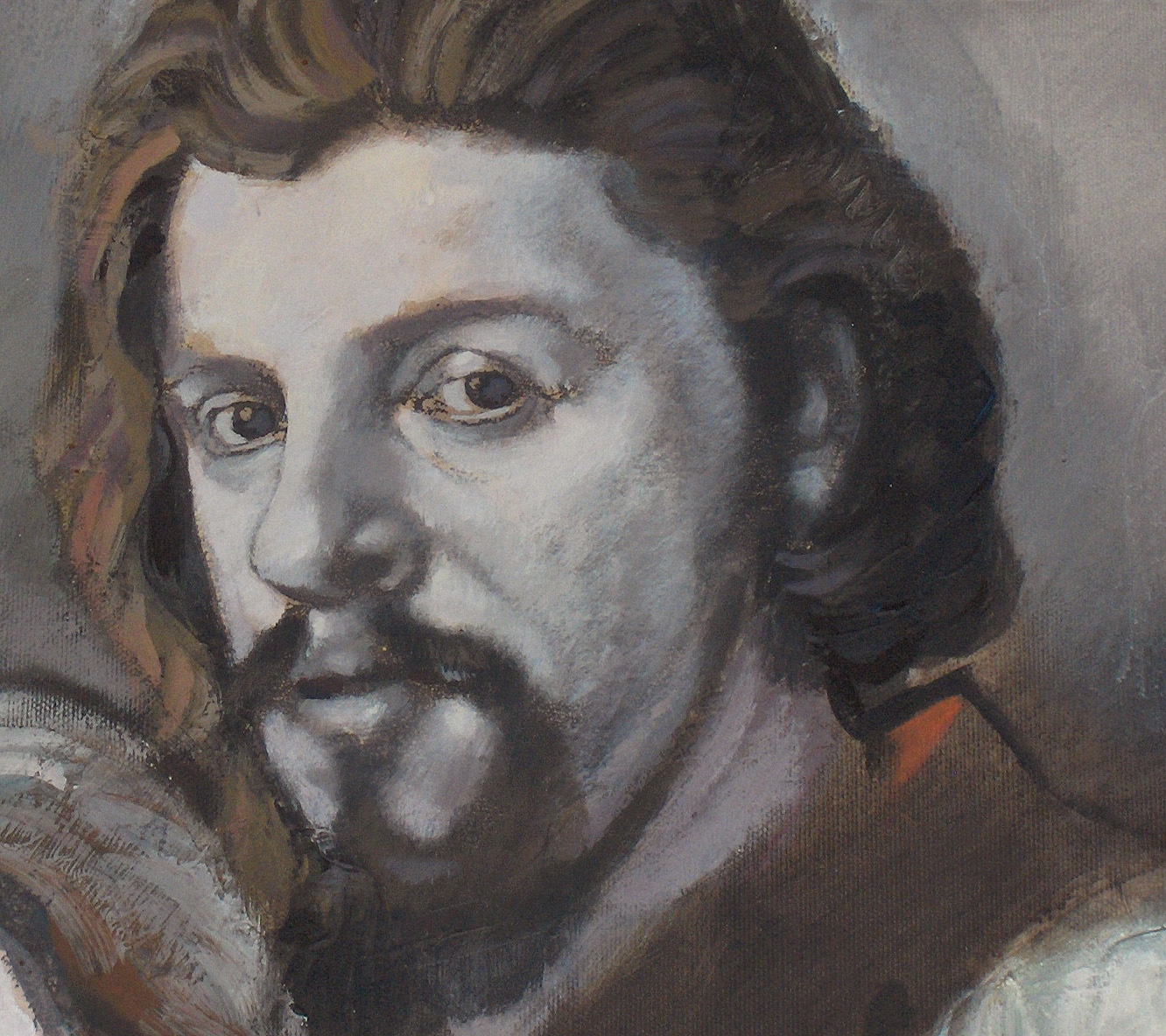
Porträt Christian Silvain von Willy Bosschem, 1985

- 1973: Galerie Bernier, Paris, Frankreich
- 1982: Art Basel, Basel, Schweiz
- 1991: Ludwig Forum für Internationale Kunst, Aachen, Deutschland
- 1992: Galerie du Centre, Paris, Frankreich
- 1995: Total Art Center, Tokyo, Japan
- 1998: Schloss Grimaldi und Stiftung Christian Silvain, Cagnes-sur-Mer, Frankreich
- 1999: Bowles Galerie, New York, USA
- 2000: Galerie Mowatt au Canada, Kanada
- 2000: Galerie Lucien Schweitzer, Luxemburg
- 2000: Galerie Morgens, Australien
- 2005: Kunst & Bühne, Stiftung Silvain, Eupen, Belgien
- 2006: Art Paris, Grand Palais, Paris, Frankreich
- 2008: Estampes, Up-Art, Brüssel, Belgien
- 2013: Galerie Besseiche, Genf, Schweiz
- 2015: Galerie Martine Ehmer, Bruxelles
- 2017: Malmundarium, Malmedy, Belgien
- 2018: Galerie Fox, Eupen, Belgien

## Gruppenausstellungen  (Auswahl)
- Musée royal d'art moderne à Bruxelles, Brüssel, Belgien
- Rupertinum, Salzburg, Österreich
- Musée d’Art Contemporain, Skopje, Mazedonien
- Musée d’Art Moderne, Cagnes-sur-Mer, Frankreich
- Museum Ulm, Ulm, Deutschland
- Museum Moderner Kunst Stiftung Ludwig Wien, Wien, Österreich
- Musée de Dimona, Israël
- Museum der bildenden Künste Budapest, Budapest, Ungarn
- Musée d’Art Contemporain, Ploiesti, Rumänien
- Musée d’Art Moderne, Zagreb, Kroatien
- Museu Europeu d’Art Modern, Barcelona, Spanien
- Nationalgalerie  Prag, Prag, Tschechien
- Musée des Beaux-Arts de Nice, Nizza, Frankreich
- PMMK, Ostende, Belgien
- Sammlung des Landtages Nordrhein-Westfalen, Düsseldorf, Deutschland

## Schriften (Auswahl)
- En attendant; illustrierte Gedichte, Grenz-Echo-Verlag Eupen 1994
- Le magasin de jouets, essai d'autobiographie et trois entretiens avec Julien Christiaens, Grenz-Echo-Verlag Eupen 1999